# Notarikon
 (décembre 2023).
Si vous disposez d'ouvrages ou d'articles de référence ou si vous connaissez des sites web de qualité traitant du thème abordé ici, merci de compléter l'article en donnant les références utiles à sa vérifiabilité et en les liant à la section « Notes et références ».
Le Notarikon (Notaricon ou Notariqon) ou la Notarique fait partie des trois systèmes cabalistiques avec la Gematria et le Temura. Ce système utilise la combinaison des lettres (Hokhmat ha-zeruf) pour déchiffrer la Torah. Le Notarikon est semblable à la sténographie romaine, dans laquelle les lettres initiales ou finales des mots dans une phrase forment de nouveaux mots.
Le terme hébreu de Notarikon est dérivé du mot latin notarius (« écrivain »).
Il existe deux formes de Notarikon.

## Premier système
Dans le premier système, chaque lettre d'un mot est prise pour l'initiale ou l'abréviation d'un autre mot. Ainsi, partant des lettres d'un mot, on peut former une nouvelle phrase.
Par exemple : le mot tysarb.
En se rappelant que l'hébreu se lit de droite à gauche, ce mot doit donc se lire de gauche à droite brasyt, et après avoir ajouté les voyelles adéquates b(e)ras(h)yt(h), il se prononce Berashith. C'est le premier mot de la Genèse.
Ce même mot initial tysarb peut également être décomposé en 6 lettres qui deviennent les initiales de six nouveaux mots : hrvt larsy vlbqys myhlq har tysarb (de droite à gauche), ou encore brasyt rah qlhym syqblv ysral tvrh (de gauche à droite). Ce qui se prononce, après avoir ajouté les voyelles : Berashith Rahi Elohim Sheyequebelo Israel Torah (traduction : « Au commencement, Elohim vit qu'Israël accepterait la Loi »).
Autre exemple : le mot sdrp.
Les kabbalistes distinguent quatre sens dans les textes sacrés : littéral, allégorico-philosophique, herméneutique, mystique. On dit en Hébreu : Peshat, Remez, Derash, Sod.
Moïse de León, prenant les initiales de ces quatre mots, remonte à l'acronyme Pardès, qui à son tour se traduit par « jardin ».

## Second système
La seconde forme de Notarikon est l'inverse de la première.
Par celle-ci, les initiales ou les finales ou les deux ou les médianes des mots d'une phrase sont prises pour former un ou plusieurs nouveaux mots.
Par exemple, la Kabbalah est aussi appelée hrtcn hmkx, ou Chokhma Nesthora, qui signifie « la sagesse secrète ». En prenant les initiales de ces deux mots, x et n, nous formons par la deuxième forme de Notarikon le mot nx, ou Chen, qui signifie « la grâce ».
De la même manière, à partir des initiales et finales de chaque mot de la phrase hmymsh vnl hliy ym ou Mi Iaulah Leno Ha-hamayimah (traduction : « qui ira au ciel pour nous ? »), on forme respectivement les nouveaux mots hlym ou Milah (« circoncision ») et hvhy ou Yahveh (le Tétragrammaton, signifiant « Dieu »).